# MS Victoria (1882)
MS Victoria är ett norskt passagerarfartyg som trafikerar Telemarkskanalen. Fartyget byggdes år 1882 på Akers mekaniske Verksted i Oslo åt Interessentskapet for dampskibsfart på Norsjø. 
Hon är uppkallad efter Victoria av Baden som var svensk och norsk kronprinsessa till unionsupplösningen 1905 och senare drottning av Sverige.
Fartyget var försett med en koleldad ångmaskin och sattes i trafik på Norsjø–Skienkanalen mellan Skien och Hitterdal och från 1888 till Notodden. Hon transporterade post och hade ett bemannat postkontor ombord till år 1929. Ångmaskinen byggdes om till oljeeldning och byttes ut mot en dieselmotor i samband med en renovering år 1953.
Hösten 1956 lades rutten ned och MS Victoria lades upp. Hon övertogs  av AS Turistrafikk i december 1961 och sattes i trafik på Telemarkskanalen igen den 21 juni 1963. Idag går hon mellan Skien och Dalen från maj till oktober.